# Heinrich Bär
Heinrich Bär (pronunciado [ˈhaɪnʁɪç bɛːɐ̯]; Sommerfeld, 25 de maio de 1913 — Braunschweig, 28 de abril de 1957) foi um oficial alemão que serviu durante a Segunda Guerra Mundial. Bär voou mais de mil missões de combate e lutou nas frentes Ocidental, Oriental e Mediterrâneo. Em 18 ocasiões, ele sobreviveu a ser abatido e, de acordo com registros nos Arquivos Federais da Alemanha, ele afirmou ter abatido 228 aeronaves inimigas e foi creditado com 208 vitórias aéreas, 16 das quais foram em um caça a jato Messerschmitt Me 262.
Certas fontes atribuem a ele 220 vitórias, 96 na Frente Oriental, 65 na Frente do Mediterrâneo e 59 na Frente Ocidental.
Bär, natural da Saxônia, ingressou no Reichswehr em 1934 e foi transferido para a Luftwaffe em 1935. Servindo primeiro como mecânico, depois como piloto em aeronaves de transporte, ele foi informalmente treinado como piloto de caça. Ele conquistou sua primeira vitória aérea em setembro de 1939 na fronteira com a França. Ao final da Batalha da Grã-Bretanha, sua contagem de vitórias aumentou para 17. Transferido para a Frente Oriental para participar da Operação Barbarossa, ele rapidamente acumulou mais vitórias, um feito que lhe rendeu a Cruz de Cavaleiro da Cruz de Ferro com Folhas de Carvalho e Espadas por 90 vitórias aéreas em fevereiro de 1942.
Durante o restante da Segunda Guerra Mundial, Bär foi creditado com 130 outras vitórias aéreas, uma conquista que normalmente teria lhe rendido a cobiçada Cruz de Cavaleiro da Cruz de Ferro com Folhas de Carvalho, Espadas e Diamantes. A antipatia pessoal de Hermann Göring por Bär, juntamente com o caráter insubordinado de Bär e falta de disciplina militar, privou-o deste prêmio. Após a Segunda Guerra Mundial, Bär continuou sua carreira como aviador. Ele morreu em um acidente de avião em 28 de abril de 1957 perto de Braunschweig.

## Juventude e início de carreira
Bär nasceu em 25 de maio de 1913 em Sommerfeld, perto de Leipzig, no Reino da Saxônia, um estado federado do Império Alemão. Seus pais eram agricultores e, em 1916, seu pai foi morto em combate na Frente Ocidental da Primeira Guerra Mundial. Bär frequentou a Volksschule, uma escola combinada de ensino fundamental e médio, em Sommerfeld. Inicialmente, ele planejava assumir a fazenda da família em Engelsdorf e, após se formar, frequentou a escola de agricultura em Wurzen.
Aos 15 anos, tornou-se piloto de planador, ingressando no clube de planadores na "Schwarzer Berg" (Montanha Negra) em Taucha. Bär então queria se tornar um silvicultor, pois tudo associado à vida selvagem e às florestas o interessava. Sua primeira visão de um avião de transporte Junkers mudou sua mente e o convenceu de que deveria se tornar um aviador. Quando adolescente, ele tinha ambições de se tornar piloto de linha aérea da Deutsche Luft Hansa. Ele adquiriu o apelido de Pritzl por causa de sua afeição por barras de chocolate Pritzl.
A Grande Depressão impediu Bär de obter uma licença de piloto civil; três licenças separadas foram exigidas por linhas aéreas. Em 1934, ele se juntou ao Reichswehr e foi designado para a 3. Kompanie of Kraftfahrabteilung 4 (3.ª Companhia do 4.º Batalhão de Veículos Motorizados) como mecânico. Ele serviu nesta posição até o ano seguinte, quando foi transferido para uma ala de combate da Luftwaffe. Poucos meses depois, ele foi aceito para treinamento de piloto, recebendo seu treinamento de piloto de aeronave de transporte.
De 1 de novembro de 1937 a 31 de março de 1938, Bär frequentou a escola de aviação em Oldemburgo e foi então transferido para a escola de aviação em Hildesheim. Ele foi transferido novamente, freqüentando a escola de voo em Ludwigslust, onde obteve seu Certificado de Piloto Avançado da Luftwaffe (Erweiterter Luftwaffen-Flugzeugführerschein), confirmando proficiência em aeronaves multimotoras, em 16 de maio de 1938. frequentou a escola de voo por instrumentos Blindflugschule 2 (BFS 2) em Neuburgo do Danúbio de 7 de julho a 14 de agosto de 1938. Ele foi transferido para o I./Jagdgeschwader 135, o núcleo da futura Jagdgeschwader 51 (JG 51), em 1 de setembro de 1938, normalmente voando no Junkers Ju 86. O líder do esquadrão (Staffelkapitän) Douglas Pitcairn percebeu os talentos de voo de Bär e tentou convencê-lo a se tornar um piloto de caça. Inicialmente, Bär recusou, mas depois de realizar algumas acrobacias no Ju 86 ilegalmente, levando a uma falha no motor, ele aceitou relutantemente e se tornou um piloto de caça.

## Segunda Guerra Mundial
Posicionado na fronteira com a França, Bär alcançou sua primeira vitória—um Curtiss P-36 Hawk—em 25 de setembro de 1939 durante as escaramuças aéreas da Guerra de Mentira com a Armée de l'Air (Força Aérea Francesa). Isso lhe rendeu a Cruz de Ferro de 2.ª classe em 29 de setembro de 1939, que foi presenteada a ele por Hugo Sperrle. Durante a Batalha da França, ele foi creditado com mais duas vitórias aéreas antes de adicionar mais 10 durante a Batalha da Grã-Bretanha e foi premiado com a Cruz de Ferro de 1.ª classe em 6 de julho de 1940. Durante este tempo, ele fez vários pousos de emergência em aeronaves seriamente danificadas e foi abatido sobre o Canal da Mancha em 2 de setembro de 1940 por um Spitfire.
Bär foi convocado para comparecer perante Hermann Göring e relatar a batalha. Quando Göring perguntou a ele no que ele estava pensando enquanto estava na água, Bär imediatamente respondeu: "Seu discurso, Herr Reichsmarschall, no qual você disse que a Inglaterra não é mais uma ilha!", aludindo a um discurso que Göring tinha feito antes dos pilotos de caça alemães. Incidentes como este são testemunho de seu desrespeito frequentemente flagrante por autoridade superior. Sua franqueza frequentemente o colocava em problemas com Göring. No início de 1941, ele foi creditado com quatro vitórias aéreas adicionais contra a Força Aérea Real (RAF), elevando seu total para 17.

### Frente Oriental
Em junho de 1941, o JG 51 foi transferido para o Leste para participar da Operação Barbarossa com o 1 staffel. Na manhã de 22 de junho, Bär e seu ala Oberfeldwebel Heinrich Höfemeier estavam escoltando um Heinkel He 111 danificado sobre as linhas alemãs quando fizeram contato com 18 bombardeiros Tupolev SB do 39 SBAP (Skorostnoy Bombardirovohchnyy Aviatsionny Polk) e do 10 SAD (Smeshannaya Aviatsionnaya Diviziya). Os pilotos alemães atacaram; Höfemeier reivindicou quatro, Bär dois—embora o primeiro estivesse ferido no braço. Os alemães notaram a vulnerabilidade da aeronave soviética, que não tinha tanques de combustível autovedantes e tinha tendência a explodir em chamas. Mais Bf 109s do JG 51 apareceram e reivindicaram mais seis. Nenhum dos 18 bombardeiros Tupolev SB do 39 SBAP e do 10 SAD voltou para casa. Bär alcançou suas 19.ª e 20.ª vitórias.
O JG 51 fazia parte do II. Fliegerkorps, operando no setor central da Frente Oriental. Bär conquistou cinco vitórias aéreas em 30 de junho de 1941, elevando seu total para 22. Neste dia o JG 51 foi creditado com 113 vitórias aéreas no total, entre elas sua milésima vitória aérea—a primeira unidade a atingir este número—e o Oberst Werner Mölders, com 82 vitórias aéreas, ultrapassou Manfred von Richthofen em número de vitórias. O Geschwader registrou 24 combates separados em um período de 14 horas e perdeu cinco Bf 109s. Os oponentes de Bär incluíam bombardeiros Ilyushin DB-3 do 42.º e 52.º DBA (Dal'me-Bombardirovochnaya Aviatsiya). Cinco Tupolev TB-3s do 3.º TBAP também foram reivindicados.
Em duas semanas de combate contra a Força Aérea Soviética, a contagem de Bär subiu para 27, o que lhe valeu a Cruz de Cavaleiro da Cruz de Ferro em 2 de julho, seguida por sua promoção a Oberleutnant em 1 de agosto de 1941. Em 5 Julho, Bär ou Mölders também podem ter abatido o ás de caça soviético Podpolkovnik (tenente-coronel) Stepan Suprun do 401 IAP (Istrebitel'nyy Aviatsionyy Polk) e detentor do Herói da União Soviética. Bär foi responsável por um Petlyakov Pe-2 em 23 de julho. Três foram perdidos no 411 BAP (Bombardirovochnyy Aviatsionyy Polk) operando sob o OSNAZ (Osoboye Naznachenie). Os pilotos alemães apresentaram três reivindicações. Em 9 de agosto, um bombardeiro SB foi reivindicado de uma formação de oito pertencentes a 3.ª Eskadrilya do 57 BAP—cinco aeronaves soviéticas foram abatidas. Bär alcançou sua 55.ª vitória.

"Um piloto muito bom em qualquer uma dessas aeronaves era difícil de controlar e, se ele tivesse a vantagem tática, teria uma boa chance de vencer a luta. Você vê por minhas próprias dezoito experiências como a vitória de outra pessoa, que muitas vezes eles venceram."

Heinrich Bär sobre a qualidade dos caças aliados.
Em 14 de agosto, ele foi condecorado com a Cruz de Cavaleiro da Cruz de Ferro com Folhas de Carvalho por 60 vitórias, e em 30 de agosto ele se tornou um "ás num dia" ao abater seis aeronaves soviéticas. Em 31 de agosto, Bär foi abatido por um Ilyushin Il-2 cerca de 50 quilômetros (31 mi) atrás das linhas soviéticas, perto de Novgorod-Seversky. Ele sofreu ferimentos nas costas e nos pés ao saltar. Bär evitou as patrulhas soviéticas que correram para o local do acidente. Bär permaneceu escondido até a noite seguinte. Ele virou sua jaqueta de couro do avesso e descartou suas botas de pele de carneiro para se apresentar como um camponês russo. A vaidade o impediu de jogar fora a Cruz do Cavaleiro e as Folhas de Carvalho e ele escondeu os itens. Bär acabou chegando às linhas alemãs, mas agravou seus ferimentos e passou dois meses no hospital.
Bär foi promovido a Hauptmann no final de 1941 e nomeado líder do esquadrão do 12./JG 51 no início de 1942. No final de 1941, após Mölders (115), Lützow (100), Galland (96) e Gollob (85), As 80 vitórias de Bär o colocaram entre os principais pilotos da guerra. Seu ala de longa data na época era Heinrich Hoffmann. A partir de janeiro foi nomeado Gruppenkommandeur (comandante do grupo) do IV Gruppe. Nesta época o JG 51 era apenas o segundo de dois grupos de caças que continuaram a operar o Bf 109E no inverno de 1941. Ele recebeu a Cruz de Cavaleiro da Cruz de Ferro com Folhas de Carvalho e Espadas em 16 de fevereiro, com sua contagem subindo para 90 vitórias. Essa conquista foi mencionada no boletim de propaganda diário da Wehrmachtbericht propaganda bulletin em 12 de fevereiro de 1942, sua primeira das três referências durante a guerra. Três meses depois, ele foi referenciado novamente.
Em 11 de maio, Bär foi transferido do IV./JG 51 na frente Moscou para assumir o comando do I. Gruppe da ala de caça de Gordon Gollob (JG 77). Bär substituiu Herbert Ihlefeld, que havia sido transferido. O JG 77 foi encarregado de apoiar os duros combates na Campanha da Crimeia sobre o Estreito de Querche, na península da Crimeia. Liderado pelos ás de ases (Experten) Gollob e Bär, o JG 77 tomou conta do espaço aéreo acima de Querche-Taman quando Gollob e Bär derrubaram dois e três LaGG-3s respectivamente, elevando o total de vitórias de Bär para 93. A animosidade mútua entre os dois homens, Gollob, um disciplinador pró-nazista, e Bär, um antiautoritário, garantiu uma rivalidade intensa. Em 19 de maio de 1942, Bär reivindicou mais cinco vitórias—incluindo um Polikarpov R-5 de manhã e quatro Polikarpov I-16s em uma missão à tarde: seu total de vitórias agora foi para 103. Ele foi o 9.º piloto da Luftwaffe a atingir a marca centenária. Naquele mesmo dia, o Inspetor de Caças (General der Jagdflieger) Adolf Galland chegou para inspecionar o I./JG 77 e o JG 77 de Bär, que superou 2.000 vitórias. Essa conquista de voo rendeu a Bär uma segunda menção no diário Wehrmachtbericht em 20 de maio de 1942.

### Frente do Mediterrâneo

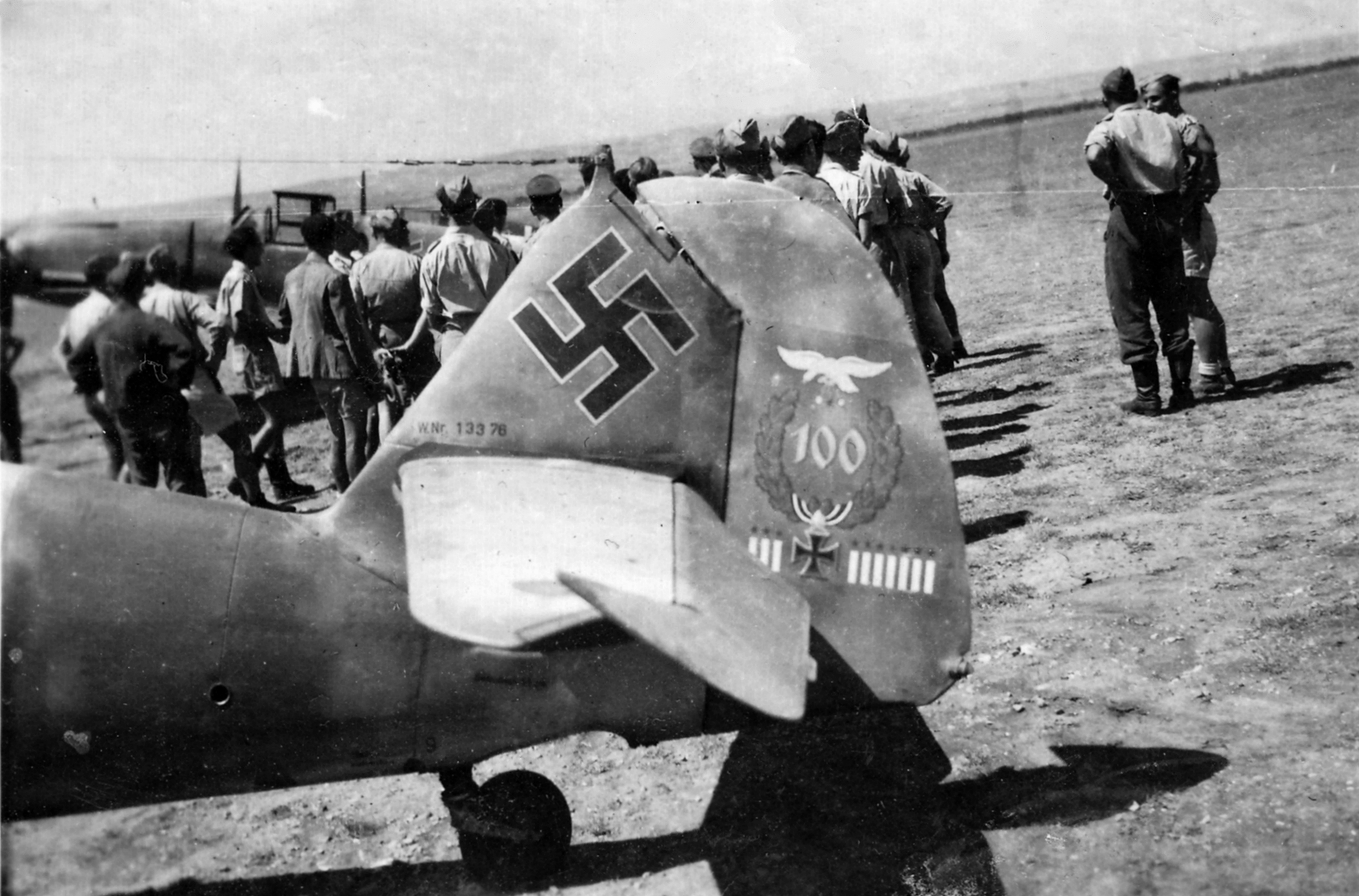
Cauda do Messerschmitt Bf 109F-4 de Bär com o Stab I./JG 77

Em junho de 1942, o JG 77 foi transferido para a Frente do Mediterrâneo e participou das batalhas aéreas sobre Malta antes de se mudar para a Tunísia e participar da Campanha Norte-Africana. Em 13 de outubro de 1942, ele reivindicou três Spitfire do Esquadrão N.º 185 e N.º 1345 da RAF perto da costa da Sicília. O I./JG 77 logo se transferiu para o Norte da África e participou da Campanha da Tunísia.
Em 1 de janeiro de 1943, Bär apresentou uma de duas reivindicações contra 12 Curtiss P-40 Warhawks do Esquadrão N.º 3 da RAAF. O piloto oficial Ritchie e o Sargento Roediger foram perdidos, mas Bär não recebeu o crédito. Bär reivindicou dois bombardeiros B-25 Mitchell e três P-40s em 14 de janeiro, que não parecem ter sido creditados. Duas reivindicações de P-40s destruídos em 18 de janeiro também não foram creditadas.
Em 25 de janeiro de 1943, Bär reivindicou dois caças Curtiss P-40 Kittyhawk/Warhawk, levando seu total para 149 vitórias aéreas. As unidades aliadas envolvidas foram Esquadrão N.° 112 da RAF, Esquadrão N.º 450 da RAAF, 65.º Esquadrão de Caças da USAAF e o 66.º Esquadrão de Caças da USAAF. (Um esquadrão de bombardeiros sul-africano, 21.º Esquadrão da SAAF, também estaria envolvido.) Os alemães reivindicaram 10 P-40s. Os Esquadrões N.° 450 e 112 perderam um cada, enquanto o 65.º Esquadrão perdeu três e o 66.º dois. Depois que Bär alcançou sua 149.ª vitória aérea, o General Hans-Jürgen von Arnim o submeteu à Cruz de Cavaleiro da Cruz de Ferro com Folhas de Carvalho, Espadas e Diamantes. O Marechal do Reich Hermann Göring ignorou este pedido, negando a Bär os "Diamantes". A razão para isso permanece incerta, mas acredita-se que Göring não gostava de Bär por seu caráter insubordinado e forte dialeto saxão, que Göring era conhecido por detestar. Em 27 de janeiro de 1943, Bär ultrapassou a marca de 150 vitórias aéreas. Os oponentes de Bär eram provavelmente P-40s e P-39 Airacobras do 33.º e 81.º Grupo de Caças da USAAF.
Em 4 de fevereiro, Bär levou o I. Gruppe à ação contra os bombardeiros B-17 do 97.º e 301.º Grupo de Bombardeios e suas escoltas P-38 Lightning do 1.º Grupo de Caças. Bär reivindicou um B-17. Em 15 de fevereiro, Bär reivindicou dois Spitfires da USAAF. Os pilotos americanos eram possivelmente o Tenente Joe Reed e H. E Huntingdon do 31.º Grupo de Caças. Após uma reivindicação sem crédito em 24 de fevereiro sobre um P-40, Bär reivindicou cinco em dois dias depois. Unidades de caça alemãs reivindicaram 13 contra 14 reais (15 possíveis) e vários outros danificados. Sete dos pilotos britânicos saíram ilesos. No dia seguinte, ele foi creditado com outro P-40 em combate com 11 pilotos do 4.º Esquadrão da SAAF. Os registros sugerem que ele pode ter reivindicado três, mas só foi creditado com um.

"Ele foi totalmente honesto. Tudo o que ele disse a você era verdade. Ele nunca tentou encobrir as coisas como alguns pilotos faziam."

Günther Rall, Chefe do Estado-Maior da Força Aérea Alemã do pós-guerra
Bär e seu I. Gruppe do JG 77 operaram em Fatnassa, Tunísia, no início de março de 1943. Em 1 ou 2 de março, Bär reivindicou um Spitfire abatido. Então, à noite, conheceu Galland, que estava fazendo uma visita surpresa ao I./JG 77. Galland foi saudado pelo Major Joachim Müncheberg, que apresentou Bär a Galland. Assim começou uma camaradagem que sobreviveu à Segunda Guerra Mundial. Em 6 de março, Spitfires do Esquadrão N.º 92 forneceram cobertura para o 1.º Esquadrão da SAAF. Eles foram apoiados pelo Esquadrão N.º 601. Bär avistou a aproximação deles e escalou, em seguida, mergulhou nos britânicos. Bär foi responsável por dois Spitfires—o Sargento Tilston, do 601.º, foi forçado a ser resgatado e o oficial Mahon da África do Sul foi morto.
Sobre o Norte da África e a Frente do Mediterrâneo, Bär havia aumentado sua contagem para 179, mas, lutando uma batalha perdida contra a superioridade aérea Aliada cada vez maior, Bär perdeu seu espírito de luta e sofreu severa exaustão física e mental. Depois de várias discussões com o novo comandante do JG 77, Coronel Johannes Steinhoff, e Hermann Göring, em meados de 1943 Bär foi transferido para a França "por covardia diante do inimigo" e rebaixado a líder do esquadrão. Ele assumiu o comando de uma unidade de treinamento operacional, Jagdgruppe Süd.

### Defesa do Reich

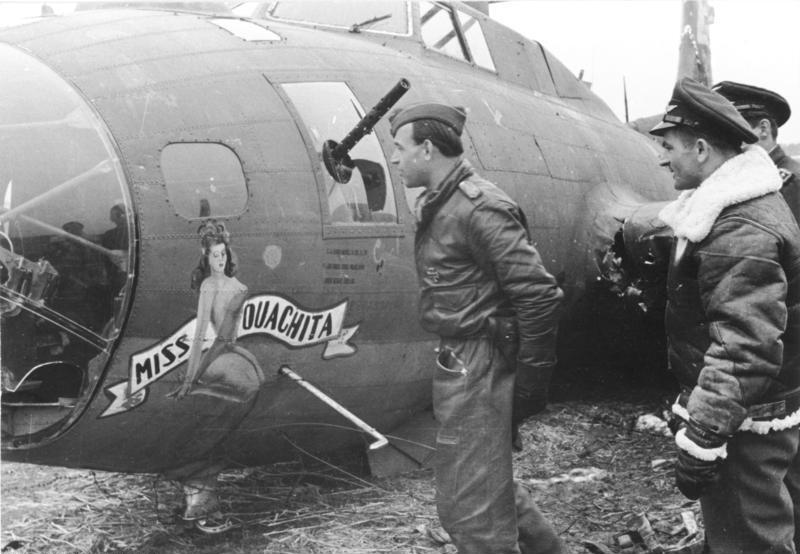
Bär inspecionando sua 184.ª vitória aérea, um Boeing B-17F do 91.º Grupo de Bombardeios em 21 de fevereiro de 1944. Seu ala Leo Schuhmacher está parado à sua direita.

Suas habilidades de combate eram difíceis de ignorar e, portanto, Bär foi transferido para o II./Jagdgeschwader 1 (JG 1) em 21 de janeiro de 1944 como um piloto comum. Ele foi designado para o 6./JG 1. O Geschwaderkommodore do Jagdgeschwader 1, o Coronel Walter Oesau o recebeu com um lembrete de que ele havia prometido ao Oberkommando der Luftwaffe (OKL) Göring que Bär não receberia quaisquer responsabilidades de comando. Embora Bär aceitasse isso com humor, ele comentou mais tarde com os outros que no ar ele era o "Kommodore de seu próprio grupo".  Bär combateu com uma bravura ímpar os quadrimotores da Oitava Força Aérea e sua escolta de caças e obteve um sucesso notável: entre 10 de fevereiro e 6 de março, ele derrubou nada menos que 16 aviões inimigos, treze dos quais eram quadrimotores.
Em 15 de março de 1944, Bär, agora Major e reabilitado do rebaixamento, recebeu o comando do II./Jagdgeschwader 1 (JG 1). Isso foi depois da morte de Hauptmann Hermann Segatz em 8 de março de 1944. O JG 1 foi encarregado do Reichsverteidigung (Defesa do Reich) e equipado com o caça Focke-Wulf Fw 190 A-7. A moral do grupo disparou após sua nomeação. Ele foi considerado o líder não oficial do grupo e o melhor oficial de todo o Geschwader. Em 11 de abril de 1944, Bär alcançou sua 199.ª vitória aérea sobre um B-17 perto de Fallersleben.
Sua 200.ª vitória aérea, um B-24 Liberator, foi reivindicado em 22 de abril acompanhado por seu ala regular Oberfeldwebel Leo Schuhmacher, que seria concedido a Cruz da Cruz de Ferro do Cavaleiro em 1 de março 1945 como um piloto de caça no II./JG 1. Bär tinha acabado de pousar no campo de pouso de Störmede do II./JG 1, quando um fumegante B-24 do 458.º Grupo de Bombardeio das Forças Aéreas do Exército dos Estados Unidos (USAAF) passou por cima. Bär e seu ala rapidamente entraram na aeronave e interceptaram o B-24. Os artilheiros do bombardeiro já haviam saltado da aeronave, tornando-se uma vitória aérea fácil. Bär voltou ao campo de aviação de Störmede para dar os parabéns aos seus homens. Esta vitória de número 200 rendeu a Bär sua terceira e última referência no Wehrmachtbericht em 24 de abril de 1944. Em 29 de abril, 28 caças de sua unidade foram escalados para interceptar uma formação de bombardeiros da USAAF. Bär abateu um P-47 Thunderbolt, sua vitória de número 201 - e, alguns minutos depois, derrubou mais um avião, dessa vez um quadrimotor B-24 Liberator.
Após a morte de Oesau em 11 de maio de 1944, Bär foi nomeado comandante de ala interino do JG 1. Em junho, foi nomeado comandante de ala do Jagdgeschwader 3 (JG 3) após a morte de Friedrich-Karl Müller. No final de 1944, a pontuação de Bär subiu para 203. Bär conquistou suas 204.ª e 205.ª vitórias, contra dois Hawker Typhoons, em 1 de janeiro de 1945 durante a Operação Bodenplatte, um ataque em massa da Luftwaffe contra aeródromos Aliados na área de Benelux.

### Combate com o Me 262

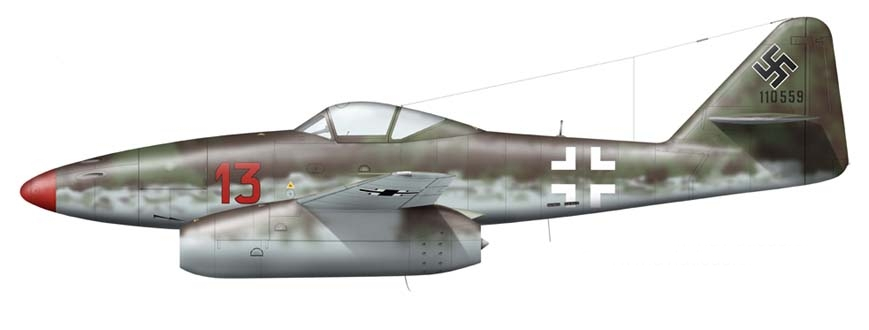
Messerschmitt Me 262 A-1a – EJG 2 – Major Heinz Bär

Em 14 de fevereiro, Bär foi transferido para comandar a unidade de treinamento de caça a jato, o III./Ergänzungs-Jagdgeschwader 2 (EJG 2). Em 19 de março, Bär obteve sua primeira vitória com um caça a jato, diante de um P-51 Mustang e, em 21 de março, ele abateu mais um B-24. Três dias depois suas vitórias foram sobre outro B-24 e um P-51. Nas mãos de um piloto experiente, o Me 262 provava ser realmente uma arma muito poderosa. Bär abateria 13 aeronaves aliadas, muitas delas bombardeiros pesados como o B-17 e o B-24. O EJG 2 abandonou Lechfeld por o campo de aviação estar sob constante ataque e agora ameaçado pelo Exército dos Estados Unidos.
Em 23 de abril, Bär foi transferido para a unidade Jet Experten de elite Jagdverband 44 (JV 44), liderada por Adolf Galland. No dia seguinte, Bär informou os pilotos do JV 44 na ausência de Galland. As defesas aéreas detectaram a chegada de uma formação americana e Bär instruiu os pilotos a jato sobre a abordagem tática apropriada a ser adotada quando a interceptação fosse feita. Klaus Neumann, Walter Krupinski e Günther Lützow voaram na missão. Lutzöw foi colocado como desaparecido em ação e continua desaparecido até o momento.
Em 26 de abril, ele assumiu o comando da unidade depois que Galland foi ferido. Bär provavelmente voou sua primeira surtida operacional com o JV 44 em 27 de abril de 1945. Voando no Me 262 A-1/U5, um protótipo de seis canhões MK108, ele estava acompanhado pelo Major Wilhelm Herget e pelo Unteroffizier Franz Köster quando o trio enfrentou caças americanos em Riem; Bär conquistou uma vitória aérea. Enquanto não voava operacionalmente, Bär passou a maior parte de seu tempo dando instruções apressadas aos novos pilotos que ainda estavam sendo atribuídos ao JV 44. Com o JV 44, ele alcançou suas quatro vitórias aéreas finais (3 P-47s e 1 Mosquito) em 28 de abril, elevando seu total para 220. Ao todo, ele alcançou 16 vitórias no Me 262, tornando-o o segundo Jet Expert mais bem-sucedido da guerra, que terminou como Oberstleutnant (tenente-coronel).
Durante os últimos dias da Segunda Guerra Mundial na Europa, o Generalleutnant (tenente-general) Adolf Galland tentou entregar o JV 44 às forças americanas de sua cama de hospital. Ao mesmo tempo, o General der Flieger Karl Koller ordenou que o JV 44 se mudasse para Praga e continuasse lutando. Bär, como um leal a Galland, tentou ignorar a ordem. Bär foi ainda pressionado a realocar o JV 44 quando o Generalmajor (major-general) Dietrich Peltz, comandante do IX. Fliegerkorps, e o Coronel Hajo Herrmann, comandante da IX. Fliegerdivision (9.ª Divisão Aérea), surgiu inesperadamente na sala de controle em Maxglan em 2 de maio de 1945. Uma disputa acalorada e violenta irrompeu entre Bär, Peltz e Herrmann, testemunhada por Walter Krupinski. Mais tarde, ele lembrou que Bär respondeu com "Sim, senhor, mas estamos sob o comando do Generalleutnant Galland, e eu só seguirei as ordens do Generalleutnant Galland!"—um ato final de desobediência que Krupinski acreditava que poderia ter levado Bär a ser baleado por insubordinação.
Nas primeiras horas da manhã de 4 de maio de 1945, Bär reuniu os pilotos do JV 44 para uma reunião final. Bär ordenou que os Me 262 restantes fossem destruídos antes de irem para o cativeiro e interrogatório por oficiais da Inteligência dos EUA da 1.ª Unidade de Interrogação de Prisioneiros de Guerra da Força Aérea Tática, com base em Heidelberg.

## Depois da guerra
Bär não voltou para sua casa em Sommerfeld após a Segunda Guerra Mundial. Ele se estabeleceu em Braunschweig, , onde continuou sua carreira na aviação, incluindo uma posição de liderança em voos com motor no Deutscher Aero Club. Ele também trabalhou como consultor e piloto de testes na área de aviação esportiva, testando aeronaves antes de elas entrarem no mercado. Em 28 de abril de 1957, enquanto conduzia uma verificação de voo de rotina em uma aeronave leve, um LF-1 Zaunkönig, Bär colocou a aeronave em um giro plano, a manobra final do processo de teste. A aeronave girou até 50 metros (160 pé) e, incapaz de recuperar o controle, Bär morreu no acidente resultante em Braunschweig-Waggum.

## Na cultura popular
O National-Zeitung, um jornal alemão de extrema-direita, apresentou um retrato de Bär em sua série "Grandes Soldados Alemães: Heróis Imortais" em maio de 2000. O National-Zeitung glorificou a "confiabilidade" e "bravata" de Bär e afirmou que ele era um "atrevido no melhor sentido". No Jagdgeschwader 51, continuou o jornal, ele rapidamente ganhou fama e honra através de ações ousadas; após seu total de 18 vitórias, ele estava "imediatamente de volta à ação" com feridas mal tratadas. Na série, apenas os soldados leais ao regime nazista foram homenageados, em parte pelo uso de fórmulas linguísticas originalmente empregadas pela Wehrmacht e pela propaganda nazista.
Segundo o cientista político Fabian Virchow, a série enquadra-se "na ideia de homens centrados no feito e moldando o curso da história no interesse da comunidade 'nacional' ou 'völkisch'", ideia que se encontra na extrema-direita. Ao mesmo tempo, argumenta Virchow, as caracterizações apontam para um conceito de masculinidade cujas características muito unilaterais poderiam ser descritas por qualidades como "dureza", "vontade sacrificial", "heroísmo diante da morte", "bravura", "resiliência", "traço" ou "resistência".

## Sumário da carreira
Bär, voou mais de 1.000 missões de combate. Suas 220 vitórias aéreas confirmadas o colocam em oitavo lugar na lista geral de ases. Sua reivindicação de 124 vitórias aéreas sobre aeronaves na Frente Ocidental e Frente do Mediterrâneo só perde para o total de 158 de Hans-Joachim Marseille. Ele obteve quatro vitórias durante a Batalha da França, 13 durante a Batalha da Grã-Bretanha e 61 sobre a Líbia e a Tunísia. Na Frente Oriental, ele conquistou 96 vitórias aéreas. Pelo menos 75 de suas vitórias foram reivindicadas contra aeronaves britânicas e americanas sobrevoando a Europa, 16 delas com o caça a jato Me 262. Também entre essas 75 vitórias aéreas estão 21 bombardeiros pesados dos EUA e um Mosquito. Bär teve um pouso forçado ou salvou-se 18 vezes e foi ferido três vezes em combate.

### Reivindicações de vitórias aéreas
De acordo com o historiador americano David T. Zabecki, Bär foi creditado com 221 vitórias aéreas. Obermaier também o lista com 221 vitórias aéreas. O valor mais alto é dado por Aders e Held que listam Bär com 222 reivindicações de vitória aérea. De acordo com Spick, bem como por Morgan e Weal, Bär foi creditado com 220 vitórias aéreas. Matthews e Foreman, autores de Luftwaffe Aces – Biographies and Victory Claims, pesquisaram os Arquivos Federais Alemães e encontraram registros de 208 reivindicações de vitória aérea, além de 20 outras reivindicações não confirmadas. Este número inclui 95 vitórias aéreas na Frente Oriental e 113 na Frente Ocidental, incluindo 14 bombardeiros quadrimotores e 15 vitórias com o caça a jato Me 262.
As reivindicações de vitória foram registradas em um mapa de referência (PQ = Planquadrat), por exemplo "PQ 05 Leste S/FN". O mapa da grade da Luftwaffe (Jägermeldenetz) cobria toda a Europa, oeste da Rússia e norte da África e era composto de retângulos medindo 15 minutos de latitude por 30 minutos de longitude, uma área de cerca de 930 km². Esses setores foram então subdivididos em 36 unidades menores para dar uma área de localização de 3 × 4 km de tamanho.
| Crônica de vitórias aéreas | Crônica de vitórias aéreas | Crônica de vitórias aéreas | Crônica de vitórias aéreas | Crônica de vitórias aéreas | Crônica de vitórias aéreas                                    | Crônica de vitórias aéreas | Crônica de vitórias aéreas | Crônica de vitórias aéreas | Crônica de vitórias aéreas | Crônica de vitórias aéreas | Crônica de vitórias aéreas                        |
| --- | -------------------------- | -------------------------- | -------------------------- | -------------------------- | ------------------------------------------------------------- | -------------------------- | -------------------------- | -------------------------- | -------------------------- | -------------------------- | ------------------------------------------------- |
| Este e o ♠ (ás de espadas) indicam aquelas vitórias aéreas que fizeram de Bär um "ás num dia", termo que designa um piloto de caça que abateu cinco ou mais aviões em um único dia. Isso e o – (meia-risca) indicam reivindicações de vitória aérea não confirmadas para as quais Bär não recebeu crédito. Isso junto com o * (asterisco) indica um Herausschuss (tiro de separação)—um bombardeiro pesado severamente danificado forçado a se separar de sua caixa de combate, o que foi contado como uma vitória aérea. Isso e o ! (ponto de exclamação) indica aquelas vitórias aéreas listadas por Prien, Stemmer, Rodeike e Bock. Este e o # (cerquilha) indicam as vitórias aéreas listadas por Matthews e Foreman. Isso e o ? (ponto de interrogação) indica discrepâncias de informações listadas por Prien, Stemmer, Rodeike, Bock, Heaton, Lewis, Matthews e Foreman. |                            |                            |                            |                            |                                                               |                            |                            |                            |                            |                            |                                                   |
| Nº! | Nº#                        | Data                       | Hora                       | Modelo                     | Localização                                                   | Nº!                        | Nº#                        | Data                       | Hora                       | Modelo                     | Localização                                       |
| – 1. Staffel da Jagdgeschwader 51 – |                            |                            |                            |                            |                                                               |                            |                            |                            |                            |                            |                                                   |
| 1 | 1                          | 25 de setembro de 1939     | 12:30                      | Curtiss P-36               | Weissenburg-Lauterburg                                        | 20                         | 17                         | 22 de junho de 1941        | 09:45                      | SB-2?                      | proximidades de Starnice                          |
| 2 | 2                          | 21 de maio de 1940         | 16:20                      | Hurricane                  | Samer                                                         | 21                         | 18                         | 25 de junho de 1941        | 11:30                      | SB-2                       | proximidades de Terespol                          |
| 3 | 3                          | 23 de maio de 1940         | 11:10                      | Hurricane                  | Béthune                                                       | 22                         | 19                         | 25 de junho de 1941        | 11:33                      | SB-2                       | proximidades de Terespol                          |
| 4 | —                          | 18 de agosto de 1940       | 19:45                      | Hurricane                  | Estuário do Tamisa                                            | 23♠                        | 20                         | 30 de junho de 1941        | 10:55                      | DB-3                       | proximidades de Histowka                          |
| 5 | 4                          | 20 de agosto de 1940       | 16:10                      | Spitfire                   | Estuário do Tamisa                                            | 24♠                        | 21                         | 30 de junho de 1941        | 11:12                      | DB-3                       | proximidades de Histowka                          |
| 6 | 5                          | 24 de agosto de 1940       | 14:13                      | Hurricane                  | Margate                                                       | 25♠                        | 22                         | 30 de junho de 1941        | 19:20                      | DB-3                       | proximidades de Histowka                          |
| 7 | 6                          | 29 de agosto de 1940       | 20:10                      | Spitfire                   | Hawkinge                                                      | 26♠                        | 23                         | 30 de junho de 1941        | 19:35                      | DB-3                       | proximidades de Histowka                          |
| 8 | 7                          | 2 de setembro de 1940      | 09:15                      | Spitfire                   | Cantuária                                                     | 27♠                        | 24                         | 30 de junho de 1941        | 19:40                      | DB-3                       | proximidades de Histowka                          |
| 9 | 8                          | 8 de setembro de 1940      | 13:20                      | Spitfire                   |                                                               | 28                         | 25                         | 1 de julho de 1941         | 13:45                      | I-16                       | proximidades de Nowo Histowka                     |
| 10 | 9                          | 9 de setembro de 1940      | 18:33                      | Hurricane                  |                                                               | 29                         | 26                         | 2 de julho de 1941         | 11:29                      | I-16                       | proximidades de Histowka                          |
| 11 | —                          | 15 de setembro de 1940     | —                          | Spitfire                   |                                                               | 30                         | 27                         | 3 de julho de 1941         | 13:45                      | V-11 (Il-2)                | proximidades de Babruysk                          |
| 12 | 10                         | 8 de novembro de 1940      | 12:18                      | Hurricane                  | Estreito de Dover                                             | 31                         | 28                         | 5 de julho de 1941         | 11:27                      | I-18 (MiG-1)               | proximidades de Babruysk                          |
| 13 | —                          | 8 de novembro de 1940      | 15:05                      | Hurricane                  | ao norte de Dungeness                                         | 32                         | 29                         | 5 de julho de 1941         | 13:44                      | DB-3                       | proximidades de Babruysk                          |
| 14 | 11                         | 16 de abril de 1941        | 18:25                      | Hurricane                  | 20 km (12 mi) a oeste de Le Touquet                           | 33                         | 30                         | 5 de julho de 1941         | 13:45                      | DB-3                       | proximidades de Babruysk                          |
| 15 | 12                         | 21 de abril de 1941        | 20:07                      | Hurricane                  | noroeste de Ashford                                           | 34                         | 31                         | 6 de julho de 1941         | 20:15                      | V-11?                      | proximidades de Babruysk                          |
| 16 | 13                         | 6 de maio de 1941          | 14:10                      | Spitfire                   | 20 km (12 mi) a noroeste de Calais                            | 35                         | 32                         | 6 de julho de 1941         | 20:20                      | V-11!                      | proximidades de Babruysk                          |
| 17 | 14                         | 11 de maio de 1941         | 21:40                      | Spitfire                   | 8 km (5,0 mi) a leste de Deal                                 | 36                         | 33                         | 8 de julho de 1941         | 19:35                      | SB-2                       | proximidades de Babruysk                          |
| 18 |                            | 22 de junho de 1941        | 07:25                      | I-18 (MiG-1)               |                                                               | 37                         | 34                         | 11 de julho de 1941        | 15:02                      | DB-3                       | proximidades de Babruysk                          |
| 19 | 15                         | 22 de junho de 1941        | 09:40                      | SB-2                       | proximidades de Starnice                                      | 38                         | 35                         | 11 de julho de 1941        | 15:05                      | DB-3                       | proximidades de Babruysk                          |
| | 16                         | 22 de junho de 1941        | 09:42                      | SB-2                       | proximidades de Starnice                                      | 39                         | 36                         | 11 de julho de 1941        | 16:45                      | DB-3                       |                                                   |
| – 12. Staffel da Jagdgeschwader 51 – |                            |                            |                            |                            |                                                               |                            |                            |                            |                            |                            |                                                   |
| 40 | 37                         | 22 de julho de 1941        | 10:50                      | I-153                      | proximidades de Dankowow                                      | 66                         | 62                         | 19 de agosto de 1941       | 19:15                      | Pe-2                       |                                                   |
| 41 | 38                         | 22 de julho de 1941        | 15:03                      | I-153                      | proximidades de Dankowow                                      | 67                         | 63                         | 19 de agosto de 1941       | 19:20                      | Pe-2                       |                                                   |
| 42 | 39                         | 23 de julho de 1941        | 12:57                      | Pe-2                       | proximidades de Dankowow                                      | 68                         | 64                         | 20 de agosto de 1941       | 08:55                      | I-15                       |                                                   |
| 43 | 40                         | 23 de julho de 1941        | 13:02                      | Pe-2                       | proximidades de Dankowow                                      | 69                         | 65                         | 20 de agosto de 1941       | 09:10                      | I-16                       |                                                   |
| 44 | 41                         | 23 de julho de 1941        | 13:10                      | R-3?                       |                                                               | 70                         | 66                         | 22 de agosto de 1941       | 10:25                      | I-15                       |                                                   |
| 45 | 42                         | 24 de julho de 1941        | 06:15                      | I-18 (MiG-1)               |                                                               | 71                         | 67                         | 28 de agosto de 1941       | 18:12                      | Pe-2                       | sudeste de Novgorod                               |
| 46 | 43                         | 26 de julho de 1941        | 04:25                      | R-3?                       |                                                               | 72                         | 68                         | 28 de agosto de 1941       | 18:15                      | Pe-2                       | sudeste de Novgorod                               |
| 47 | 44                         | 28 de julho de 1941        | 07:45                      | DB-3                       |                                                               | 73♠                        | 69                         | 30 de agosto de 1941       | 12:00                      | I-61 (MiG-3)               |                                                   |
| 48 | 45                         | 29 de julho de 1941        | 04:12                      | SB-3                       |                                                               | 74♠                        | 70                         | 30 de agosto de 1941       | 12:02                      | DB-3                       |                                                   |
| 49 | 46                         | 29 de julho de 1941        | 18:10                      | Pe-2                       |                                                               | 75♠                        | 71                         | 30 de agosto de 1941       | 12:03                      | DB-3                       |                                                   |
| 50 | —                          | 29 de julho de 1941        | —                          | DB-3                       |                                                               | 76♠                        | 72                         | 30 de agosto de 1941       | 12:08                      | I-61 (MiG-3)               |                                                   |
| 51 | 47                         | 2 de agosto de 1941        | 17:40                      | Pe-2                       |                                                               | 77♠                        | 73                         | 30 de agosto de 1941       | 18:05                      | SB-3                       |                                                   |
| 52 | 48                         | 3 de agosto de 1941        | 13:55                      | R-3?                       |                                                               | 78♠                        | 74                         | 30 de agosto de 1941       | 18:06                      | SB-3                       |                                                   |
| 53 | 49                         | 9 de agosto de 1941        | 13:30                      | DB-3                       |                                                               | 79                         | 75                         | 31 de agosto de 1941       | 11:20                      | Pe-2                       |                                                   |
| 54 | 50                         | 9 de agosto de 1941        | 13:34                      | DB-3                       |                                                               | 80                         | 76                         | 31 de agosto de 1941       | 11:25                      | Pe-2                       |                                                   |
| 55 | 51                         | 9 de agosto de 1941        | 19:00                      | SB-2                       |                                                               | 81                         | 77                         | 28 de novembro de 1941     | 13:40                      | SB-3                       |                                                   |
| 56 | 52                         | 10 de agosto de 1941       | 10:40                      | I-61 (MiG-1)               |                                                               | 82                         | 78                         | 2 de dezembro de 1941      | 08:45                      | I-61 (MiG-1)               |                                                   |
| 57 | 53                         | 10 de agosto de 1941       | 10:55                      | I-15                       |                                                               | 83                         | 79                         | 2 de dezembro de 1941      | 09:00                      | I-61 (MiG-1)               |                                                   |
| 58 | 54                         | 11 de agosto de 1941       | 14:25                      | I-16                       |                                                               | 84                         | 80                         | 2 de dezembro de 1941      | 10:15                      | Pe-2                       |                                                   |
| 59 | 55                         | 12 de agosto de 1941       | 07:55                      | SB-3                       |                                                               | 85                         | 81                         | 2 de dezembro de 1941      | 12:07?                     | I-61 (MiG-1)               |                                                   |
| 60 | 56                         | 12 de agosto de 1941       | 08:30                      | SB-2?                      |                                                               | 86                         | 82                         | 5 de dezembro de 1941      | 12:05                      | I-61 (MiG-1)               |                                                   |
| 61 | 57                         | 13 de agosto de 1941       | 11:30                      | I-18 (MiG-1)               |                                                               | 87                         | 83                         | 7 de dezembro de 1941      | 11:30                      | Pe-2                       |                                                   |
| 62 | 58                         | 14 de agosto de 1941       | 18:55                      | I-18 (MiG-1)               |                                                               | 88                         | 84                         | 7 de dezembro de 1941      | 13:57                      | Pe-2                       |                                                   |
| 63 | 59                         | 15 de agosto de 1941       | 16:30                      | I-61 (MiG-1)               |                                                               | 89                         | —                          | 11 de fevereiro de 1942    | —                          | Pe-2                       |                                                   |
| 64 | 60                         | 18 de agosto de 1941       | 16:55                      | I-15                       |                                                               | 90                         | —                          | 11 de fevereiro de 1942    | —                          | Pe-2                       |                                                   |
| 65 | 61                         | 19 de agosto de 1941       | 17:15                      | I-16                       |                                                               | 91                         | —                          | 22 de fevereiro de 1942    | —                          | I-61 (MiG-3)               | 10 km (6,2 mi) ao sul de Mologino                 |
| – Stab I. Gruppe da Jagdgeschwader 77 – |                            |                            |                            |                            |                                                               |                            |                            |                            |                            |                            |                                                   |
| 92 | 85                         | 16 de maio de 1942         | 10:35                      | LaGG-3                     |                                                               | 135                        | 131                        | 10 de dezembro de 1942     | 15:10                      | P-40                       | a noroeste de El Agheila                          |
| 93 | 86                         | 16 de maio de 1942         | 10:40                      | LaGG-3                     |                                                               | 136                        | 132                        | 10 de dezembro de 1942     | 15:15                      | P-40                       | a noroeste de El Agheila                          |
| 94 | 87                         | 17 de maio de 1942         | 13:05                      | I-16                       |                                                               | 137                        | 133                        | 11 de dezembro de 1942     | 15:32                      | P-40                       | a leste de Ras Umm er Garanigh                    |
| 95 | 88                         | 17 de maio de 1942         | 13:35                      | I-16                       |                                                               | 138                        | 134                        | 14 de dezembro de 1942     | 11:20                      | P-40                       | oeste de El Agheila                               |
| 96 | 92                         | 17 de maio de 1942         | 13:40                      | I-16                       |                                                               | 139                        | 135                        | 14 de dezembro de 1942     | 11:25                      | P-40                       | oeste de El Agheila                               |
| 97 | 93                         | 18 de maio de 1942         | 12:10                      | LaGG-3                     |                                                               | 140♠                       | 136                        | 14 de janeiro de 1943      | 08:39?                     | P-40                       |                                                   |
| 98 | 94                         | 18 de maio de 1942         | 16:05                      | LaGG-3                     |                                                               | 141♠                       | 137                        | 14 de janeiro de 1943      | 10:43                      | B-25                       | ao norte de Tamet                                 |
| 99♠ | 95                         | 19 de maio de 1942         | 09:42                      | R-5                        |                                                               | 142♠                       | 138                        | 14 de janeiro de 1943      | 10:44                      | B-25                       | ao norte de Tamet                                 |
| 100♠ | 96                         | 19 de maio de 1942         | 16:42                      | I-16                       |                                                               | 143♠                       | 139                        | 14 de janeiro de 1943      | 14:32                      | Spitfire                   |                                                   |
| 101♠ | 97                         | 19 de maio de 1942         | 16:45                      | I-16                       |                                                               | 144♠                       | 140                        | 14 de janeiro de 1943      | 14:37                      | Spitfire                   |                                                   |
| 102♠ | 98                         | 19 de maio de 1942         | 16:46                      | I-16                       |                                                               | 145                        | 141                        | 22 de janeiro de 1943?     | 15:15                      | P-38                       | proximidades de Tripolitânia                      |
| 103♠ | 99                         | 19 de maio de 1942         | 16:50                      | I-16                       |                                                               | 146                        | 142                        | 22 de janeiro de 1943?     | 15:16                      | P-38                       | proximidades de Tripolitânia                      |
| 104 | 100                        | 5 de junho de 1942         | 09:32                      | DB-3                       |                                                               | 147                        | 143                        | 23 de janeiro de 1943      | 11:40                      | P-40                       |                                                   |
| 105 | 101                        | 13 de junho de 1942        | 12:35                      | I-16                       |                                                               | 148                        | 144                        | 25 de janeiro de 1943      | 12:35                      | P-40                       |                                                   |
| | —                          | 13 de junho de 1942        | —                          | desconhecido               |                                                               | 149                        | 145                        | 25 de janeiro de 1943      | 12:38                      | P-40                       |                                                   |
| 106 | 102                        | 14 de junho de 1942        | 18:58                      | I-16                       |                                                               | 150                        | 146                        | 27 de janeiro de 1943      | 14:48                      | P-40                       | proximidades de Djebel Cheraline                  |
| 107 | 103                        | 14 de junho de 1942        | 19:00                      | I-16                       |                                                               | 151                        | 147                        | 27 de janeiro de 1943      | 15:01                      | P-40                       | proximidades de Djebel Cheraline                  |
| 108 | 104                        | 17 de junho de 1942        | 17:35                      | MBR-2                      |                                                               | 152                        | 148                        | 27 de janeiro de 1943      | 15:05                      | P-40                       | proximidades de Djebel Cheraline                  |
| 109 | 105                        | 19 de junho de 1942        | 04:17                      | I-16                       |                                                               | 153                        | 149                        | 4 de fevereiro de 1943     | 14:40                      | B-17                       |                                                   |
| 110 | 106                        | 21 de junho de 1942        | 18:35                      | I-16                       |                                                               | 154                        | —                          | 4 de fevereiro de 1943     | —                          | P-39?                      |                                                   |
| 111 | 107                        | 21 de junho de 1942        | 18:41                      | I-16                       |                                                               | 155                        | 150                        | 15 de fevereiro de 1943    | 07:45                      | Spitfire                   | proximidades de Thélepte                          |
| 112 | 108                        | 27 de junho de 1942        | 06:35                      | I-16                       |                                                               | 156                        | 151                        | 15 de fevereiro de 1943    | 07:46                      | Spitfire                   | proximidades de Thelepte                          |
| 113 | 109                        | 27 de junho de 1942        | 06:43                      | I-16                       |                                                               | 157♠                       | 152                        | 26 de fevereiro de 1943    | 10:55                      | Spitfire                   | proximidades de Gabès                             |
| — | —                          | 11 de outubro de 1942      | —                          | Spitfire                   |                                                               | 158♠                       | 153                        | 26 de fevereiro de 1943    | 14:05                      | P-40                       | proximidades de Gabès                             |
| 114 | 110                        | 13 de outubro de 1942      | 07:58                      | Spitfire                   | ao norte de Malta                                             | 159♠                       | 154                        | 26 de fevereiro de 1943    | 14:15                      | P-40                       | proximidades de Gabès                             |
| 115 | 111                        | 13 de outubro de 1942      | 08:14                      | Spitfire                   | 10 km (6,2 mi) ao norte de Marsa Scirocco                     | 160♠                       | 155                        | 26 de fevereiro de 1943    | 17:03                      | P-40                       | proximidades de Gabès                             |
| 116 | 112                        | 14 de outubro de 1942      | 17:59                      | Spitfire                   | 30 km (19 mi) a noroeste de St. Paul's Bay                    | 161♠                       | 156                        | 26 de fevereiro de 1943    | 17:08                      | P-40                       | proximidades de Gabès                             |
| 117 | 113                        | 17 de outubro de 1942      | 13:32                      | Spitfire                   | sudeste de La Valletta, Malta                                 | 162                        | 157                        | 27 de fevereiro de 1943    | 10:50                      | Beaufighter                |                                                   |
| 118 | 114                        | 2 de novembro de 1942      | 14:50                      | Spitfire                   | a sudoeste de El Alamein                                      | 163                        | 158                        | 1 de março de 1943         | 14:58?                     | Spitfire                   |                                                   |
| 119♠ | 115                        | 3 de novembro de 1942      | 12:08                      | P-40                       | sudeste de El Alamein                                         | 164                        | 159                        | 3 de março de 1943         | 07:40                      | P-40                       |                                                   |
| 120♠ | 116                        | 3 de novembro de 1942      | 12:10                      | P-40                       | sudeste de El Alamein                                         | 165                        | 160                        | 3 de março de 1943         | 07:45                      | P-40                       |                                                   |
| 121♠ | 117                        | 3 de novembro de 1942      | 15:55                      | P-40                       | a noroeste de Quotafiya                                       | 166                        | 161                        | 5 de março de 1943         | 07:58                      | P-40                       |                                                   |
| 122♠ | 118                        | 3 de novembro de 1942      | 15:59?                     | P-40                       | a noroeste de Quotafiya                                       | 167                        | 162                        | 5 de março de 1943         | 08:20?                     | Spitfire                   |                                                   |
| 123♠ | 119                        | 3 de novembro de 1942      | 16:12                      | P-40                       | a noroeste de El Alamein                                      | 168                        | 163                        | 6 de março de 1943         | 09:26?                     | Spitfire                   |                                                   |
| 124 | 120                        | 5 de novembro de 1942      | 13:40                      | P-40                       | proximidades de Fuka                                          | 169                        | 164                        | 6 de março de 1943         | 09:28?                     | Spitfire                   |                                                   |
| 125 | 121                        | 5 de novembro de 1942      | 13:50                      | P-40                       | proximidades de Fuka                                          | 170                        | 165                        | 7 de março de 1943         | 12:27                      | P-40                       | proximidades de Medenine                          |
| 126 | 122                        | 9 de novembro de 1942      | 14:50                      | P-40                       | leste de Sollum                                               | 171                        | 166                        | 10 de março de 1943        | 16:33                      | P-40                       | proximidades de Medenine                          |
| 127 | 123                        | 10 de novembro de 1942     | 14:34                      | P-40                       | leste de Sollum                                               |                            | —                          | 13 de março de 1944        | —                          | P-40                       |                                                   |
| 128 | 124                        | 10 de novembro de 1942     | 14:38                      | P-40                       | leste de Sollum                                               | 172                        | 167                        | 23 de março de 1943        | 10:43                      | B-25                       |                                                   |
| 129 | 125                        | 11 de novembro de 1942     | 09:30                      | P-40                       | sudeste de Gambut                                             |                            | —                          | 23 de março de 1943        | —                          | P-39                       |                                                   |
| 130 | 126                        | 11 de novembro de 1942     | 09:38                      | P-40                       | sudeste de Gambut                                             | 173                        | 168                        | 24 de março de 1943        | 10:10                      | P-40                       | a noroeste de Fatnassa                            |
| 131 | 127                        | 7 de dezembro de 1942      | 14:50                      | P-40                       | oeste de El Agheila                                           | 174                        | 169                        | 24 de março de 1943        | 10:12                      | P-40                       | a noroeste de Fatnassa                            |
| 132 | 128                        | 7 de dezembro de 1942      | 14:52                      | P-40                       | oeste de El Agheila                                           | 175                        | 170                        | 25 de março de 1943        | 12:09                      | Boston                     |                                                   |
| 133 | 129                        | 8 de dezembro de 1942      | 10:40                      | P-40                       |                                                               | 176                        | 171                        | 16 de abril de 1943        | 15:50                      | Spitfire                   | a noroeste de Cabo Bon                            |
| 134 | 130                        | 8 de dezembro de 1942      | 10:55                      | P-40                       |                                                               | 177                        | 172                        | 29 de abril de 1943        | 17:25                      | Spitfire                   | Ras Mostafa                                       |
| – Stab da Jagdgruppe Süd – |                            |                            |                            |                            |                                                               |                            |                            |                            |                            |                            |                                                   |
| 178 | 173                        | 2 de dezembro de 1943      | 13:04                      | P-38                       | sudeste de Saintes-Maries-de-la-Mer                           | 179                        | 174                        | 2 de dezembro de 1943      | 13:06                      | B-17                       | sudeste de Saintes-Maries-de-la-Mer               |
| – 6. Staffel da Jagdgeschwader 1 – |                            |                            |                            |                            |                                                               |                            |                            |                            |                            |                            |                                                   |
| 180 | 175                        | 10 de fevereiro de 1944    | 11:13                      | B-17                       | PQ 05 Leste S/FN, proximidades de Zwolle                      | 189*                       | 180                        | 25 de fevereiro de 1944    | 13:30                      | B-17                       | PQ 05 Leste S/US, proximidades de Heilbronn       |
| 181 | —                          | 10 de fevereiro de 1944    | 11:18                      | P-47                       | PQ 05 Leste S/FO, leste de Zwolle                             | —                          | —                          | 25 de fevereiro de 1944    | 13:43                      | B-17                       | PQ 04 Leste N/AT-8/9, proximidades de Stuttgart   |
| 182 | 176                        | 21 de fevereiro de 1944    | 13:58                      | B-17                       | PQ 05 Leste S/GT/GU, 12–14 km (7,5–8,7 mi) a oeste de Hanover | 190*                       | 181                        | 25 de fevereiro de 1944    | 14:45                      | B-17                       | PQ 05 Leste S/US-1/5, proximidades de Heilbronn   |
| 183 | 177                        | 21 de fevereiro de 1944    | 14:03                      | P-51                       | PQ 05 Leste S/GT-5, 5 km (3,1 mi) ao norte de Stadthagen      | 191                        | —                          | 25 de fevereiro de 1944    | 14:55                      | B-24                       | PQ 05 Leste S/UR-2/3, proximidades de Germersheim |
| 184 | 178                        | 21 de fevereiro de 1944    | 15:25                      | B-17                       | PQ 05 Leste S/GT-5, norte-noroeste de Rheine                  | 192                        | 182                        | 3 de março de 1944         | 11:40                      | P-51                       | PQ 05 Leste S/EU-3/6, proximidades de Verden      |
| 185 | —                          | 22 de fevereiro de 1944    | 12:51                      | B-17                       | PQ 05 Leste S/KO, a noroeste de Bottrop                       | 193                        | 183                        | 6 de março de 1944         | 12:00                      | B-17                       | PQ 05 Leste S/FR-4, leste de Lingen               |
| 186 | —                          | 22 de fevereiro de 1944    | 14:18                      | B-17                       | PQ 05 Leste S/HO-1/4, ao norte de Grevenbroich                | 194                        | 184                        | 6 de março de 1944         | 12:10                      | B-17                       | PQ 05 Leste S/FS-4/5, a sudoeste de Verden        |
| 187 | 179                        | 24 de fevereiro de 1944    | 12:30                      | B-24                       | PQ 05 Leste S/GR-8, proximidades de Osnabrück                 | 195                        | —                          | 6 de março de 1944         | 14:45                      | B-17                       | PQ 05 Leste S/GO/GN, proximidades de Deventer     |
| 188 | —                          | 24 de fevereiro de 1944    | 12:34                      | B-24                       | PQ 05 Leste S/GS-9, leste de Osnabrück                        |                            |                            |                            |                            |                            |                                                   |
| – Stab II. Gruppe da Jagdgeschwader 1 – |                            |                            |                            |                            |                                                               |                            |                            |                            |                            |                            |                                                   |
| 196 | 185                        | 29 de março de 1944        | 13:25                      | P-51                       | PQ 15 Leste S/HB-9, ao sul de Söllingen                       | 200                        | 188                        | 22 de abril de 1944        | 20:08                      | B-24                       | PQ 05 Leste S/JQ, proximidades de Ahlen           |
| 197 | 186                        | 29 de março de 1944        | 13:35                      | P-51                       | PQ 15 Leste S/JB-9, oeste de Halberstadt                      | 201                        | 189                        | 29 de abril de 1944        | 10:56                      | P-47                       | PQ 15 Leste S/HB, a noroeste de Halberstadt       |
| 198 | 187                        | 8 de abril de 1944         | 13:50                      | B-24                       | PQ 15 Leste S/EB/FB, a sudoeste de Salzwedel                  | 202                        | 190                        | 29 de abril de 1944        | 10:59                      | B-24                       | PQ 15 Leste S/GB, leste-sudeste de Braunschweig   |
| 199 | —                          | 11 de abril de 1944        | 10:59                      | B-17                       | PQ 15 Leste S/FB-7, 10 km (6,2 mi) a nordeste de Fallersleben |                            |                            |                            |                            |                            |                                                   |
| – Stab da Jagdgeschwader 3 – |                            |                            |                            |                            |                                                               |                            |                            |                            |                            |                            |                                                   |
| 203 | 191                        | 7 de agosto de 1944        | 14:40                      | P-51                       | sudeste de Chartres                                           | 205                        | 193                        | 1 de janeiro de 1945       | 19:25                      | Typhoon                    | Base Aérea de Eindhoven                           |
| 204 | 192                        | 1 de janeiro de 1945       | 09:23                      | Typhoon                    | Base Aérea de Eindhoven                                       |                            |                            |                            |                            |                            |                                                   |
| – Stab III. Gruppe da Ergänzungsjagdgeschwader 2 – |                            |                            |                            |                            |                                                               |                            |                            |                            |                            |                            |                                                   |
| 206 | 194                        | 19 de março de 1945        | 12:00+                     | P-51                       | proximidades de Dresden                                       | 214                        | 199                        | 9 de abril de 1945         | 10:05                      | B-26                       | 9 km (5,6 mi) a sudoeste de Amberg                |
| 207 | 195                        | 21 de março de 1945        | —                          | B-24                       |                                                               | 215                        | 200                        | 9 de abril de 1945         | 10:??                      | B-26                       | proximidades de Amberg                            |
| 208 | 196                        | 24 de março de 1945        | —                          | B-24                       | proximidades de Stuttgart                                     | 216                        | 201                        | 12 de abril de 1945?       | —                          | B-26                       |                                                   |
| 209 | 197                        | 24 de março de 1945        | —                          | P-51                       | proximidades de Stuttgart                                     | 217                        | 202                        | 18 de abril de 1945        | —                          | P-47                       |                                                   |
| 210 | —                          | 27 de março de 1945        | —                          | P-47                       | proximidades de Lechfeld                                      | 218                        | 203                        | 18 de abril de 1945        | —                          | P-47                       |                                                   |
| 211 | —                          | 27 de março de 1945        | —                          | P-47                       | proximidades de Lechfeld                                      | 219                        | 204                        | 19 de abril de 1945        | —                          | P-51                       |                                                   |
| 212 | —                          | 27 de março de 1945        | —                          | P-47                       | proximidades de Lechfeld                                      | 220                        | 205                        | 19 de abril de 1945        | —                          | P-51                       |                                                   |
| 213 | 198                        | 4 de abril de 1945         | 15:00+                     | P-51                       |                                                               |                            |                            |                            |                            |                            |                                                   |
| – Jagdverband 44 – |                            |                            |                            |                            |                                                               |                            |                            |                            |                            |                            |                                                   |
| 221 | 206                        | 27 de abril de 1945        | —                          | P-47                       |                                                               | 223                        | 208                        | 28 de abril de 1945?       | —                          | P-47                       | proximidades de Bad Aibling                       |
| 222 | 207                        | 27 de abril de 1945        | —                          | P-47                       |                                                               |                            |                            |                            |                            |                            |                                                   |

### Condecorações
- Cruz Germânica em Ouro (27 de maio de 1942) como Hauptmann no I./JG 77[129][130]
- Distintivo de Piloto/Observador[131]
- Troféu de Honra da Luftwaffe (8 de junho de 1942) como Hauptmann e Gruppenkommandeur[132]
- Cruz de Ferro (1939)
  - 2ª classe (29 de setembro de 1939)[133]
  - 1ª classe (6 de julho de 1940)[133]
- Cruz de Cavaleiro da Cruz de Ferro (2 de julho de 1941) como piloto e Leutnant no 1./JG 51[134][Nota 20]
  - 31ª Folhas de Carvalho (14 de agosto de 1941) como Leutnant e piloto no 1./JG 51[135][Nota 20]
  - 7ª Espadas (16 de abril de 1942) como Hauptmann e Staffelkapitän do 1./JG 51[136][Nota 21]

Três vezes Bär foi recomendado para a Cruz de Cavaleiro da Cruz de Ferro com Folhas de Carvalho, Espadas e Diamantes. Todas as três recomendações foram negadas por Hermann Göring. Bär abateu mais 130 aeronaves inimigas após ter recebido as Espadas.

### Promoções
- 4 de abril de 1934 – Gefreiter (soldado)[10]
- 1 de outubro de 1939 – Feldwebel (sargento)[10]
- 1 de agosto de 1940 – Leutnant (segundo-tenente), com idade de posto datado de 1 de maio de 1940[10]
- 14 de agosto de 1941 – Oberleutnant (primeiro-tenente), com idade de posto datado de 1 de agosto de 1941[137]
- 1 de dezembro de 1941 – Hauptmann (capitão), com idade de posto datado de 1 de setembro de 1941[138]
- 1 de março de 1943 – Major (major), com idade de posto datado de 1 de setembro de 1942[139]
- 1 de janeiro de 1945 – Oberstleutnant (tenente-coronel)[140]